# Gong FM
gong fm ist ein privater Hörfunksender für Regensburg und die Region.

## Geschichte
Das Programm wird seit 1987 ausgestrahlt und seit 1991 von der Funkhaus Regensburg GmbH & Co. Studiobetriebs KG produziert, die neben Gong FM noch die Sender Radio Charivari Regensburg und Radio Galaxy betreibt. Auch das Lokalradio Radio Donauspatz, das 1987 den Sendebetrieb aufgenommen hatte, ging in gong fm auf.

## Programm
Das Programm von Gong FM richtet sich an die Zielgruppe der 14- bis 49-Jährigen mit einem ausgewählten Musikmix von Rock, Pop und Dance. Die Auswahl richtet sich nach dem Geschmack der Hörer, die regelmäßig in Telefonumfragen dazu befragt werden. Neben der Musik bestimmen sowohl lokale als auch überregionale Themen mit den Schwerpunkten Freizeit, Spaß und Sport, Feiern, Szene, Kino, Klatsch und Buntes das Programm.

## Empfang
Das Programm von gong fm kann in der gesamten Oberpfalz und den angrenzenden Bezirken über DAB+ empfangen werden, ferner auf drei UKW-Frequenzen, im digitalen Kabel im Gebiet Regensburg, Schwandorf und Kelheim, sowie über das Internet empfangen werden.
| Empfangsgebiet/Senderstation                           | Kanal/Frequenz | Sendeleistung |
| ------------------------------------------------------ | -------------- | ------------- |
| DAB+                                                   |                |               |
| Nördliche Oberpfalz (Ochsenkopf)                       | 6C             | 10 kW         |
| Mitterteich (Fuchsmühl-Herzogöd)                       | 6C             | 2,5 kW        |
| Weiden (Altenstadt an der Waldnaab)                    | 6C             | 1 kW          |
| Schönsee (Drechselberg)                                | 6C             | 5 kW          |
| Pfreimd-Trausnitz                                      | 6C             | 10 kW         |
| Neukirchen bei Sulzbach-Rosenberg (Weigendorf-Ernhüll) | 6C             | geplant       |
| Amberg Umland (Rotbühl)                                | 6C             | 10 kW         |
| Amberg Stadt                                           | 6C             | 1 kW          |
| Westliche Oberpfalz Neumarkt (Dillberg)                | 6C             | 10 kW         |
| Östliche Oberpfalz Furth im Wald, Cham (Hoher Bogen)   | 6C             | 4 kW          |
| Regensburg, Schwandorf (Hohe Linie)                    | 6C             | 16 kW         |
| Kelheim                                                | 6C             | 1,6 kW        |
| UKW                                                    |                |               |
| Regensburg (Ziegetsberg)                               | 89,7 MHz       | 0,3 kW        |
| Burglengenfeld (Pistlwies-Hackelberg)                  | 96,3 MHz       | 0,32 kW       |
| Schwandorf (Schwandorf Weinberg)                       | 97,3 MHz       | 0,1 kW        |

## Gesellschafter
- Neue Welle–Antenne Regensburg Hörfunk- und Fernsehprogrammgesellschaft (30 %)
- Verlag TAGESANZEIGER (30 %)
- Radio Donauspatz Programmanbieter GmbH & Co. KG (33,33 %)
- M.U.T. Musik und Technik (6,66 %)[1]